# Lacanobia schmidti
Lacanobia schmidti är en fjärilsart som beskrevs av Kovacs 1955. Lacanobia schmidti ingår i släktet Lacanobia och familjen nattflyn. Inga underarter finns listade i Catalogue of Life.